# 고창초등학교 (전북)
고창초등학교(高敞初等學校)는 대한민국 전북특별자치도 고창군 고창읍 교촌리에 있는 공립 초등학교로, 이 학교는 대한제국 시대 말기였던 1909년 9월 27일, 첫 개교하였다.

## 학교 연혁
- 1909년 9월 27일 사립고창보통학교 개교
- 1912년 5월 1일 고창공립보통학교 개교
- 1938년 4월 1일 고창제일공립심상소학교 개정[1]
- 1941년 4월 1일 고창북공립국민학교 개정[2]
- 1945년 9월 24일 고창공립국민학교로 개칭
- 1950년 6월 2일 고창국민학교로 개칭
- 1994년 3월 1일 고창동국민학교 통합
- 1996년 3월 1일 고창초등학교로 개칭[3]
- 1998년 9월 1일 고창서초등학교 통합
- 2012년 5월 1일 개교 100주년 기념일
- 2020년 1월 8일 제106회 졸업식 (189명 졸업, 총 졸업생 23,352명)
- 2020년 3월 2일 41(2)학급 1004(13)명 편성
- 2021년 2월 10일 제107회 졸업식 (190명 졸업, 총 졸업생 23,542명)
- 2021년 3월 1일 제27대 백현 교장 부임
- 2021년 3월 2일 42(2)학급 969(11)명 편성
- 2025년 3월 1일 제 28대 임순일 교장 부임

## 상징
- 교화 - 백일홍 : 꽃이 오랫동안 피어 있어서 백일홍나무라고 하며, 나무껍질을 손으로 긁으면 잎이 움직인다고 하여 간즈름나무라고도 한다. 나무껍질은 연한 붉은 갈색이며 얇은 조각으로 떨어지면서 흰 무늬가 생긴다. 작은가지는 네모지고 털이 없다. 새가지는 4개의 능선이 있고 잎이 마주난다. 잎은 타원형이거나 달걀을 거꾸로 세워놓은 모양이며 길이 2.5∼7cm, 나비 2∼3cm이다. 겉면에 윤이 나고 뒷면에는 잎맥에 털이 나며 가장자리가 밋밋하다.
- 교목 - 소나무 : 소나무는 소나무과의 상록침엽 교목이다.분포지역으로는 한국, 중국 북동부, 우수리, 일본 등에 분포하고 있으며 비바람, 눈보라의 역경 속에서 푸른 모습을 간직하고 있어 꿋꿋한 절개와 의지를 나타내는 상징으로 쓰여왔다. 우리 고창초등학교 학생들이 소나무처럼 늘 푸른 모습으로 자라나기를 바라는 마음으로 교목으로 삼았다.
- 교조 - 비둘기 : 비둘기과에는 총 289종이 알려져 있지만 한국에는 멧비둘기 ·양비둘기 ·흑비둘기(천연기념물 제 215호) ·염주비둘기 ·녹색비둘기 등 5종이 있다. 멧비둘기는 한국 어디서나 볼 수 있는 대표적인 야생 비둘기이며 흔한 사냥새이다. 양비둘기는 해안의 바위 절벽이나 내륙의 바위산 또는 교각(다리) 등에 무리지어 사는 비둘기로 장소에 따라 비교적 흔한 텃새이다. 흑비둘기는 울릉도와 남해 도서에서 드물게 볼 수 있는 도서종(島嶼種)이다. 염주비둘기는 서해 앞바다 도서에 적은 수가 서식하는 듯하며, 녹색비둘기(제주에서 처음으로 잡힘)는 미조(迷鳥)이다. 집비둘기는 원래 리비아비둘기에서 만들어 낸 품종이다.

## 같이 보기
- 고창초등학교 축구단

## 참고 자료
- 고창초등학교 - 한국교육학술정보원 학교알리미